# The Unpardonable Sin
The Unpardonable Sin er en amerikansk stumfilm fra 1919 af Marshall Neilan.

## Medvirkende
- Blanche Sweet som Alice Parcot / Dimny Parcot
- Edwin Stevens som Stephen Parcot
- Mary Alden
- Matt Moore som Nol Windsor
- Wesley Barry som George Washington Sticker